# Мухи (Великопольське воєводство)
Мухи (пол. Muchy) — село в Польщі, у гміні Чайкув Остшешовського повіту Великопольського воєводства.
Населення — 310 осіб (2011).
У 1975-1998 роках село належало до Каліського воєводства.

## Демографія
Демографічна структура станом на 31 березня 2011 року:
|          | Загалом | Допрацездатний вік | Працездатний вік | Постпрацездатний вік |
| -------- | ------- | ------------------ | ---------------- | -------------------- |
| Чоловіки | 157     | 41                 | 95               | 21                   |
| Жінки    | 153     | 40                 | 80               | 33                   |
| Разом    | 310     | 81                 | 175              | 54                   |